# Simon Wells
Simon Wells (n. 1961, Cambridge) este un regizor de filme de animație și de filme artistice. Este strănepotul autorului H. G. Wells.

## Filmografie

### Film
| An   | Film                               | Note                                                         |
| ---- | ---------------------------------- | ------------------------------------------------------------ |
| 1988 | Who Framed Roger Rabbit            | animator supervizor                                          |
| 1989 | Back to the Future Part II         | consultant: viitor                                           |
| 1990 | Back to the Future Part III        | mulțumiri                                                    |
| 1991 | An American Tail: Fievel Goes West | regizor                                                      |
| 1993 | We're Back! A Dinosaur's Story     | regizor                                                      |
| 1995 | Balto                              | regizor                                                      |
| 1998 | Antz                               | colaborator la povestire                                     |
| 1998 | Prințul Egiptului                  | regizor                                                      |
| 2000 | The Road to El Dorado              | colaborator la povestire                                     |
| 2000 | Chicken Run                        | colaborator la povestire                                     |
| 2001 | Shrek                              | creditat cu mulțumiri speciale                               |
| 2002 | Mașina timpului                    | regizor                                                      |
| 2002 | Spirit: Stallion of the Cimarron   | colaborator la povestire                                     |
| 2003 | Sinbad: Legend of the Seven Seas   | colaborator la povestire                                     |
| 2004 | Shrek 2                            | colaborator la povestire                                     |
| 2004 | Shark Tale                         | colaborator la povestire                                     |
| 2005 | Madagscar                          | colaborator la povestire                                     |
| 2006 | Over the Hedge                     | colaborator la povestire                                     |
| 2006 | Aruncat la canal (Flushed Away)    | colaborator la povestire                                     |
| 2007 | Shrek the Third                    | colaborator la povestire                                     |
| 2008 | Kung Fu Panda                      | supervizor la secvențele de acțiune/colaborator la povestire |
| 2011 | Mars Needs Moms                    | regizor/scenarist                                            |
| 2011 | Kung Fu Panda 2                    | colaborator la povestire                                     |